# 恭正
恭正（1871年—？），字次方，入民國後取漢姓關，鑲白旗滿洲佐領下人，駐防山東青州，理藩部主事，入進士館學習，光緒三十三年二月畢業以知縣歸部即選，任湖南長沙府益陽縣知縣。宣統二年九月開缺。民國初年回青州，創辦宣化會。1930年前後，創辦益都縣紅十字會。曾任奉天省國立圖書館顧問，協助羅振玉整理內閣大庫檔案。